# Ilha Enderbury

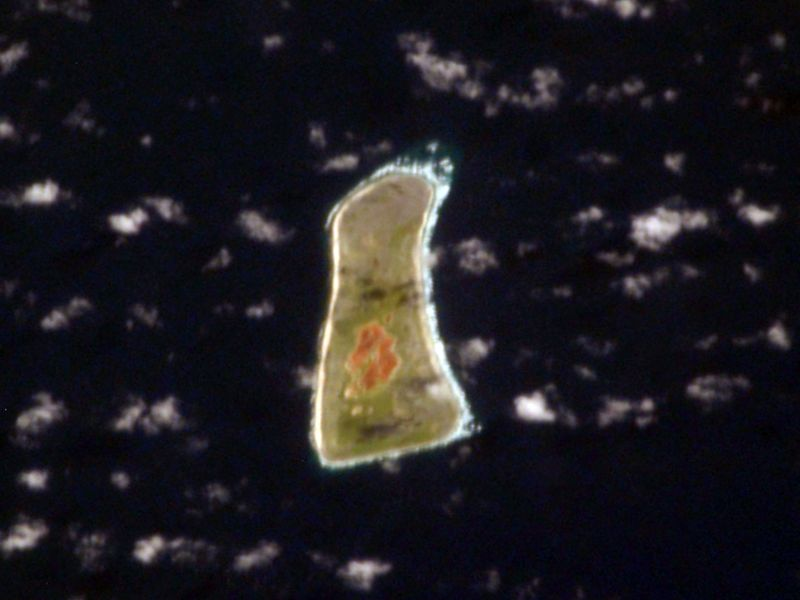
Ilha Enderbury.

A ilha Enderbury (antigamente "Guano Island") é um pequeno antigo atol desabitado que pertence ao arquipélago das ilhas Fénix, no Kiribati. Está localizada a 63 km a ESE da ilha Kanton, tem cerca de 1,6 km de largura e 5 km de comprimento. A lagoa está reduzida a uma pequena poça no centro da ilha, semeada de pequenas ilhas de areia e parcialmente coberta de plantas aquáticas.
A ilha faz parte da Área Protegida das Ilhas Fénix (PIPA, do nome da área de conservação em inglês), que é a maior área marinha protegida do Oceano Pacífico, com 408 250 km2.

## História
O nome anterior de "ilha do Guano" tem que ver com acumulações daquele produto que, na parte norte da ilha, foram escavadas até ficar um buraco de mina abandonada.
A ilha foi descoberta em 1823 pelo capitão James Coffin, que comandava um navio baleeiro. A mineração do guano começou em 1860, mas as quantidades não justificavam a operação, que foi descontinuada em 1877.
No dia 3 de março de 1938, as ilhas Enderbury e Kanton foram colocadas sob a autoridade do Departamento do Interior dos Estados Unidos, por ordem do Presidente Franklin D. Roosevelt.